# Theodor Meynert

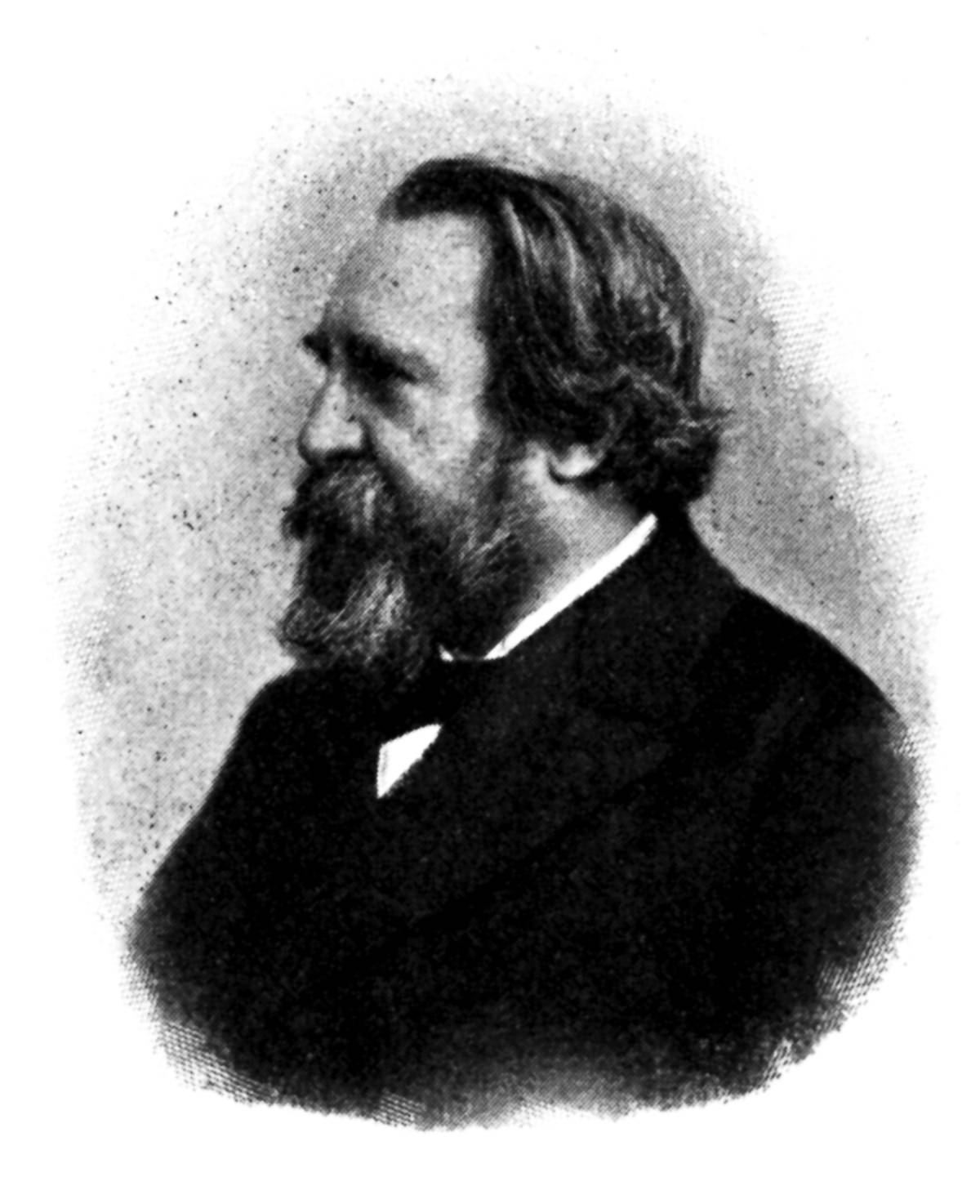
Theodor Meynert.

Theodor Hermann Meynert, född 15 juni 1833 i Dresden, död 31 maj 1892, Klosterneuburg, Niederösterreich, var en tysk psykiater och neurolog.
Meynert blev 1861 medicine doktor, 1870 föreståndare för psykiatriska kliniken i Wien samt 1873 ordinarie professor i neurologi där. Meynert publicerade en mängd viktiga avhandlingar över det centrala nervsystemets byggnad. År 1872 sammanfattade han i Salomon Strickers Handbuch der Lehre von den Geweben sina dittills vunna resultat i avhandlingen Vom Gehirn der Säugetiere. År 1884 utgav han första bandet av Psychiatrie. Klinik der Erkrankungen des Vorderhirns. 